# 博云新材料
博云新材料（简称：博云新材；深交所：002297）为一家注册地和办公地位于湖南长沙的石墨及碳素制品业股份制上市公司。公司从事航空航天产品、环保型高性能汽车刹车片、高性能模具材料等三大类具有自主知识产权的粉末冶金复合材料产品的研究、开发、生产和销售。2010年，公司销售收入22,042万元，净利润2,587万元；2011年前3季度销售收入19,522万元，净利润2,533万元。公司注册地为长沙高新区麓松路500号，办公地为岳麓区雷锋大道346号。
公司于2001年，由中南大学粉末冶金研究中心联合中国航空器材进出口总公司、湖南高科技创业投资有限公司（湖南湘投高科技创业投资有限公司）、深圳市盛城投资发展有限公司、黄伯云作为发起人，于2001年7月以其各自拥有粉冶所的权益作为出资，将粉末冶金研究中心下属的中南工业大学粉末冶金研究所整体改制为湖南博云新材料股份有限公司。公司于2001年7月30日完成工商登记，注册资本为3,600万元（人民币）。2009年9月29日，于深交所上市交易，股票代码“博云新材”。2010年12月31日，公司总资产82,521万元，总股本为21,400万股（2011年6月30日）。2011年6月30日，公司控股机构中南大学粉末冶金工程研究中心持3,721.27万股，占总股本的17.39%；第二大持股机构湖南湘投高科技创业投资有限公司持股比重占13.42%，第三大持股机构中国航空器材集团公司持股比重占9.26%。